# Мао И
Ма́о И (кит. упр. 毛艺, пиньинь Máo Yì, род. 16 сентября 1999 года) — китайская гимнастка. Бронзовый призёр Олимпийских игр 2016 в Рио-де-Жанейро в командных соревнованиях. В 2015 году завоевала серебряную медаль в командных соревнованиях на Чемпионате мира по спортивной гимнастике.

## Спортивные достижения
Мао И начала свою спортивную в 2015 году, когда её включили в сборную команду Китая. В этом году она выступила на чемпионате Китая по спортивной гимнастике и в составе Шанхайской команды завоевала серебряные медали в командном первенстве. В личном многоборье она стала четвёртой, в вольных упражнениях и на бревне стала восьмой.
В 2015 году на чемпионате Азии в Хиросиме, Япония, она завоевала серебряную медаль в командных соревнованиях, в вольных упражнениях заняла седьмое место.
На чемпионате мира 2015 года в командных соревнованиях она завоевала серебряную медаль. В командных соревнованиях по спортивной гимнастике с китайскими гимнастками Ван Янь, Лю Тинтин, Фань Илинь и Шан Чуньсун, на Олимпийских играх 2016 в Рио-де-Жанейро Мао И завоевала бронзу.